# صوفيا ميلوس
صوفيا ميلوس (بالإنجليزية: Sofia Milos)‏ مواليد 27 سبتمبر 1969 في زيورخ، سويسرا، هي ممثلة يونانية بدأت مسيرتها الفنية عام 1992.

## وصلات خارجية
- صوفيا ميلوس على موقع IMDb (الإنجليزية)
- صوفيا ميلوس على موقع روتن توميتوز (الإنجليزية)
- صوفيا ميلوس على موقع ألو سيني (الفرنسية)
- صوفيا ميلوس على موقع أول موفي (الإنجليزية)
- صوفيا ميلوس على موقع إن إن دي بي (الإنجليزية)
- صوفيا ميلوس على موقع قاعدة بيانات الفيلم (الإنجليزية)
- صوفيا ميلوس على موقع كينوبويسك (الروسية)

- الموقع الإلكتروني